# Castelo de Castelo Rodrigo
O Castelo de Castelo Rodrigo localiza-se na vila e Freguesia do mesmo nome, Município de Figueira de Castelo Rodrigo, Distrito da Guarda, em Portugal.
Em posição dominante sobre a ribeira de Aguiar, ao sul da planície de Ribacôa, constituía-se em local de passagem para os peregrinos que, da Beira Baixa, se dirigiam a Santiago de Compostela pelo caminho que, na Idade Média, ia da Guarda a Barca d’Alva. Eles encontravam abrigo no vizinho Convento de Santa Maria de Aguiar. Atualmente os muros do castelo envolvem a povoação, integrante do Programa Aldeias Históricas.
As muralhas do Castelo de Castelo Rodrigo estão classificadas como Monumento Nacional desde 1922.

## História

### Antecedentes
Embora a tradição refira que a primitiva fundação de Castelo Rodrigo se prende aos Túrdulos, por volta de 500 a.C., posteriormente mantida como um ópido pelos Romanos, a recente pesquisa arqueológica não autoriza essas suposições. Do mesmo modo, não há dados mais concretos sobre uma posterior ocupação pelos Suevos ou pelos Visigodos. Da época dos Muçulmanos, embora também não haja mais informações, subsiste uma cisterna com porta em arco de ferradura, na atual Rua da Cadeia.

### O castelo medieval
À época da Reconquista cristã da Península Ibérica, a povoação foi conquistada por Afonso IX de Leão (1188–1230). Este soberano fez erguer o primitivo castelo, que integrava a linha defensiva que então implantou no Ribacôa, juntamente com o Castelo de Alfaiates, o Castelo de Almeida, o Castelo Bom e o Castelo Melhor. Essa defesa deveria estar concluída ou em fase bastante adiantada em 1209, quando foi criado o Concelho Perfeito de Castelo Rodrigo e a povoação recebeu o primeiro foral. A toponímina provém do nome do senhor de seus domínios, o conde Rodrigo Gonçalves Girão, responsável pelo repovoamento e defesa da região à época.
O território de Ribacôa foi disputado ao reino de Leão por D. Dinis (1279–1325) ao final do século XIII, tendo a sua posse definitiva para Portugal ficado assegurada pelo Tratado de Alcanices (12 de Setembro de 1297). O soberano português, a partir de então, procurou consolidar-lhe as fronteiras, fazendo reedificar o Castelo de Alfaiates, o Castelo de Almeida, o Castelo Bom, o Castelo Melhor, o Castelo Mendo, o Castelo Rodrigo, o Castelo de Pinhel, o Castelo do Sabugal e o Castelo de Vilar Maior.
A povoação do Castelo Rodrigo havia sido conquistada desde 1296, tendo o soberano lhe confirmado, no mesmo ano, os foros passados por Afonso IX de Leão. Com relação à sua defesa, são atribuídas a D. Dinis a torre de menagem, os fossos, a cisterna e a barbacã do castelo. Do mesmo modo, as muralhas da cerca da vila ou, pelo menos, extensos trabalhos de reconstrução das mesmas. É característica das obras de defesa deste monarca, o levantamento de um imponente portão de acesso, à semelhança do que foi praticado no Castelo de Pinhel e no Castelo de Trancoso.
O rei D. Fernando concedeu Carta de Feira à vila desde 23 de Maio de 1373, acreditando-se que também tenha procedido algum melhoramento nas suas defesas.
À época da crise de 1383–1385, essas defesas teriam dissuadido as forças do Mestre de Avis de atacar Castelo Rodrigo, cujo alcaide tomou partido por D. Beatriz e seu marido D. João I de Castela. Como punição, a vila sofreu a imposição do escudo nacional invertido em seu brasão (na frontaria da torre de menagem), sendo subordinada administrativamente a Pinhel. O soberano alterou ainda a data da feira da vila (1386), o que teria causado sensíveis prejuízos aos moradores, que pleitearam e obtiveram do soberano a mudança da mesma, sendo insuficiente, entretanto, para deter o processo de decadência que se instaurou.
Visando incrementar o seu povoamento, D. Manuel I (1495–1521), outorgou-lhe o Foral Novo (25 de Junho de 1508), mesmo momento em que o monarca enviou Mateus Fernandes e Álvaro Pires para avaliar do estado da defesa. O castelo também se encontra figurado por Duarte de Armas no seu Livro das Fortalezas (c. 1509), em posição dominante sobre a vila. Constituía-se por uma muralha ameada interna, reforçada por torres, na qual se rasgava o portão principal flanqueado por dois torreões. Na praça de armas, a nordeste, identifica-se a torre de menagem. Uma albarrã, hoje desaparecida, integrava o conjunto. A cerca da vila, também ameada e reforçada por torres era complementada a norte por uma pequena barbacã.
Quando da Dinastia Filipina, ao final do século XVI, Filipe II de Espanha elevou a vila a condado, tendo como primeiro titular o Conselheiro D. Cristóvão de Moura (1594), filho de um antigo alcaide da vila e figura-chave de sua diplomacia durante a crise de sucessão de 1580. Este fazia erguer, desde 1590, no lugar da antiga alcáçova, um palácio como sua residência, cercado por muros reforçados por cubelos, ornado com uma porta em estilo gótico. Com a morte do soberano, o seu sucessor elevou o condado a marquesado (1600), passando o seu titular a ostentar o título de 1° Marquês de Castelo Rodrigo. Com a Restauração da Independência portuguesa, o palácio, símbolo da opressão espanhola, foi incendiado pela população, encontrando-se atualmente em ruínas.
Nos primeiros anos da Restauração, recebeu cuidados por parte do Governador das Armas da Província da Beira, D. Álvaro de Abrantes, tendo, durante a Guerra da Restauração, com uma guarnição de apenas 150 homens resistido ao cerco imposto pelas tropas espanholas (3.000 homens) sob o comando do duque de Osuna, batidas por Pedro Jacques de Magalhães na batalha da Salgadela (7 de Julho de 1664). A tradição local refere que, tanto o duque quando D. João de Áustria, só escaparam com vida, por se terem disfarçado de frades.
Posteriormente, no contexto da Guerra dos Sete Anos, esteve ocupado pelas tropas espanholas sob o comando do marquês de Soria (1762).

### Do século XIX aos nossos dias
Perdida a sua função militar, diante do declínio econômico que se instaurou, a vila de Castelo Rodrigo viu a sede do concelho passar para a vizinha Figueira de Castelo Rodrigo, por Carta Régia de D. Maria II (1826–1828; 1834–1853), em 25 de Junho de 1836.
No século XX, foi classificado como Monumento Nacional por Decreto publicado em 4 de Julho de 1922. Parcialmente restaurado na década de 1940, apenas recentemente foi objeto de um programa global de intervenção por parte do poder público.

## Características
Erguido na cota de 810 metros acima do nível do mar, sobre penedos de xisto, apresenta planta com formato oval irregular.
Alguns autores referem influências muçulmanas no seu primitivo traçado. É mais correto, entretanto, admitir duas fases arquitetónica distintas no monumento: a construção leonina, entre o fim do século XII e o início do século XIII, e a reforma empreendida por D. Dinis, na primeira metade do século XIV.
Da primeira fase, em estilo românico, conservam-se o formato circular das torres, claramente distinto dos castelos portugueses coevos, que as erguiam com planta quadrangular. Há muito desaparecida, mas ainda identificável pelo desenho de Duarte de Armas, era característica a torre albarrã, exemplar do seu tipo localizado mais ao norte de Portugal.
Da segunda fase, conservam-se: parte do imponente conjunto do portão de entrada, em arco quebrado encimado por balcão de matacães (do qual subsistem apenas os suportes), flanqueado por dois torreões de planta quadrangular que ostentam as pedras de armas do soberano; a torre de menagem, no interior do recinto ameado de que hoje apenas se percebe perímetro, os fossos, uma das portas da cisterna, em arco apontado, e a barbacã. A torre de menagem, de planta quadrada, encontra-se adossada ao muro do castelo pelo lado de fora, voltada para a vila. Nela se rasgam seis janelas com sacadas.
Da época filipina, subsiste a porta principal do Palácio de Cristóvão de Moura, acedida por uma escadaria. Rasgada em uma espessa parede de alvenaria irregular de xisto, apresenta portal em pedra aparelhada composto por duas pilastras rematadas por aduelas que se fecham em um frontão triangular. Na aduela central encontra-se o brasão de armas.
Próximo à porta do lado Oeste, abre-se uma antiga cisterna, com paredes em cantaria e uma profundidade de 13 metros. O acesso é feito por uma escadaria em granito, bastante desgastada pelos séculos, fechada por duas portas: uma delas, em arco de ferradura, remete ao estilo mudéjar; a outra ao estilo gótico.
Na cerca da vila, reforçada por torreões de planta semi-circular, chegaram até nós a Porta do Sol, a Porta da Alverca e a Porta da Traição.